# Tyrhys Dolan
Tyrhys Dolan (Mánchester, Inglaterra, 28 de diciembre de 2001) es un futbolista británico que juega como delantero en el R. C. D. Espanyol de la Primera División de España.

## Trayectoria
Ingresó en la academia del Manchester City F. C. a los siete años, pero fue dado de alta a los nueve. Pasó tres años en el Burnley F. C. antes de regresar al Manchester City, que volvió a cederlo a los quince años.
Se marchó al Preston North End, antes de incorporarse al Clitheroe F. C. en calidad de cedido en febrero de 2020, jugó cuatro partidos y marcó dos goles. Firmó su primer contrato profesional con el Blackburn Rovers F. C. el 1 de julio de 2020. Debutó como profesional con el Blackburn Rovers en la victoria por 3-2 en la Copa de la Liga ante el Doncaster Rovers F. C. el 29 de agosto de 2020. Debutó en liga en la derrota por 3-2 ante el AFC Bournemouth.
Al final de la temporada 2024-25 quedó libre y en julio de 2025 fichó por el R. C. D. Espanyol con un contrato hasta junio de 2028.

## Selección nacional
El 25 de marzo de 2022 debutó con Inglaterra sub-20 en la derrota por 2-0 ante Polonia.
Ñ Cuatro días más tarde marcó su primer gol con ese grupo de edad durante una victoria por 3-1 contra Alemania.

## Vida personal
Tras el suicidio de su íntimo amigo Jeremy Wisten, a quien había conocido en la academia del Manchester City, comunicó al Blackburn Rovers que deseaba utilizar su cargo para promover la concienciación sobre la salud mental. Es embajador de la organización benéfica Go Again, que ofrece apoyo en salud mental a los deportistas liberados de sus clubes.

## Estadísticas

### Clubes
Actualizado al último partido jugado el 28 de febrero de 2023.
| Club                          | Div.          | Temporada     | Liga  | Liga  | Liga   | Copas nacionales | Copas nacionales | Copas nacionales | Copas internacionales | Copas internacionales | Copas internacionales | Total | Total | Total  |
| Club                          | Div.          | Temporada     | Part. | Goles | Asist. | Part.            | Goles            | Asist.           | Part.                 | Goles                 | Asist.                | Part. | Goles | Asist. |
| ----------------------------- | ------------- | ------------- | ----- | ----- | ------ | ---------------- | ---------------- | ---------------- | --------------------- | --------------------- | --------------------- | ----- | ----- | ------ |
| Clitheroe F. C. Inglaterra    | 7.ª           | 2019-20       | 4     | 2     | 0      | 0                | 0                | 0                | ―                     | ―                     | ―                     | 4     | 2     | 0      |
| Clitheroe F. C. Inglaterra    | Total club    | Total club    | 4     | 2     | 0      | 0                | 0                | 0                | 0                     | 0                     | 0                     | 4     | 2     | 0      |
| Lincoln City F. C. Inglaterra | 2.ª           | 2020-21       | 37    | 3     | 2      | 3                | 0                | 0                | ―                     | ―                     | ―                     | 40    | 3     | 2      |
| Lincoln City F. C. Inglaterra | 2.ª           | 2021-22       | 34    | 4     | 3      | 2                | 1                | 0                | ―                     | ―                     | ―                     | 36    | 5     | 3      |
| Lincoln City F. C. Inglaterra | 2.ª           | 2022-23       | 28    | 4     | 4      | 7                | 2                | 1                | ―                     | ―                     | ―                     | 35    | 6     | 5      |
| Lincoln City F. C. Inglaterra | Total club    | Total club    | 99    | 11    | 9      | 12               | 3                | 1                | 0                     | 0                     | 0                     | 111   | 14    | 10     |
| Total carrera                 | Total carrera | Total carrera | 103   | 13    | 9      | 12               | 3                | 1                | 0                     | 0                     | 0                     | 115   | 16    | 10     |